# Manuel Mariátegui y Vinyals
Manuel Mariátegui y Vinyals (Madrid, 24 de mayo de 1842 – ibídem, 28 de enero de 1905) fue un político español, ministro de Estado durante el reinado de Alfonso XIII.

## Biografía
Nació el 24 de mayo de 1842 en Madrid.
Conde de San Bernardo desde 1867, fue diputado por Córdoba en las elecciones de 1876, 1881, 1886 y 1893, y por Salamanca en las de 1893. En 1891 sería elegido senador por Córdoba pasando en 1903 a ser senador por derecho propio.
Fue ministro de Estado entre el 20 de julio y el 5 de diciembre de 1903 en un gobierno presidido por Raimundo Fernández Villaverde.
Fue asimismo alcalde de Madrid entre 1892 y 1894.
Falleció en su ciudad natal el 28 de enero de 1905.